# Karmelitinnenkloster Fouquières-lès-Béthune
Das Karmelitinnenkloster Fouquières-lès-Béthune ist ein Kloster der Karmelitinnen in Fouquières-lès-Béthune, Département Pas-de-Calais, im Bistum Arras in Frankreich.

## Geschichte
Karmelitinnen aus Saint-Omer gründeten 1922 in Fouquières-lès-Béthune bei Béthune auf Wunsch der Schwester des Bürgermeisters René d‘Oresmieulx einen Karmel (Rue Fernand Fanien Nr. 435). Der Konvent zählt derzeit 15 Schwestern.